# Miss France 1937
 (février 2016).
Si vous disposez d'ouvrages ou d'articles de référence ou si vous connaissez des sites web de qualité traitant du thème abordé ici, merci de compléter l'article en donnant les références utiles à sa vérifiabilité et en les liant à la section « Notes et références ».
Miss France 1937 est la 13e élection de Miss France, remportée par Jacqueline Janet. Petite-fille du physicien Paul Janet de l'Académie des sciences (1863-1937), elle préparait à l'époque l'École du Louvre.

## Déroulement
Elle est élue Miss Bretagne en 1936, Miss Palm Beach en septembre 1937 à Cannes, puis Miss France en octobre 1937 à Paris.

## Classement
| résultat         | nom              | région               |
| ---------------- | ---------------- | -------------------- |
| Miss France 1937 | Jacqueline Janet | Miss Côte d'Émeraude |
| 1re dauphine     |                  | Miss Auvergne        |
| 2e dauphine      |                  | Miss Val de Sambre   |
| 3e dauphine      |                  | Miss Yvelines        |
| 4e dauphine      |                  | Miss Flandres        |
| top 12           |                  |                      |